# Thalassoma lunare
Thalassoma lunare és una espècie de peix de la família dels làbrids i de l'ordre dels perciformes
que es troba des del Mar Roig i l'Àfrica oriental fins al sud del Japó i el nord de Nova Zelanda.
Els mascles poden assolir els 25 cm de longitud total.